# Jack Solomon
Jack Solomon (* 8. März 1913 in Manhattan, New York City, New York; † 8. November 2002 in Los Angeles, Kalifornien) war ein US-amerikanischer Tontechniker, der einen Oscar für den besten Ton gewann und fünf weitere Mal für diesen Oscar sowie für einen Emmy nominiert war.

## Leben
Solomon begann seine Laufbahn als Tontechniker in der Filmwirtschaft Hollywoods 1953 bei dem von W. Lee Wilder inszenierten Science-Fiction-Film Phantom from Space und wirkte im Laufe seiner Karriere bei der Herstellung von über 100 Filmen mit.
Bei der Oscarverleihung 1970 gewann Solomon gemeinsam mit Murray Spivack den Oscar für den besten Ton, und zwar für den Musicalfilm Hello, Dolly! (1969) von Gene Kelly mit Barbra Streisand, Walter Matthau und Michael Crawford in den Hauptrollen.
In den folgenden Jahren war er weitere fünf Mal für den Oscar in dieser Kategorie nominiert: Bei der Oscarverleihung 1972 erhielt er zusammen mit Richard Portman eine Nominierung für den Ton in der Filmkomödie Opa kann’s nicht lassen (anderer Titel: Opa Kotch – Mit Volldampf aus der Sackgasse, 1971) von Jack Lemmon mit Walter Matthau, Deborah Winters und Felicia Farr. Die nächst Nominierung folgte 1976 mit Richard Portman, Don MacDougall und Curly Thirlwell für den Spielfilm Funny Lady (1975), den Filmregisseur Herbert Ross mit Barbra Streisand, James Caan und Omar Sharif inszeniert hatte.
Bei der Oscarverleihung 1977 war Solomon gemeinsam mit Harry W. Tetrick, William McCaughey und Aaron Rochin für den Oscar in der Kategorie bester Ton in dem Abenteuer, Horror- und Fantasyfilm King Kong (1976) von John Guillermin mit Jeff Bridges, Jessica Lange und Charles Grodin nominiert. Eine weitere Oscar-Nominierung in dieser Kategorie erfolgte 1979 mit Robert Knudson, Robert J. Glass und Don MacDougall für die Filmkomödie Um Kopf und Kragen (Hooper, 1978) von Hal Needham mit Burt Reynolds, Sally Field und Jan-Michael Vincent in den Hauptrollen.
Seine letzte Nominierung für einen Oscar für den besten Ton bekam Solomon bei der Oscarverleihung 1980 mit William L. McCaughey, Aaron Rochin und Michael J. Kohut für den Science-Fiction-Film Meteor (1979) von Ronald Neame mit Sean Connery, Natalie Wood und Karl Malden als Hauptdarsteller.
Bei der Primetime-Emmy-Verleihung 1980 war er darüber hinaus mit David Dockendorf, Robert L. Harman und William L. McCaughey für eine Emmy in der Kategorie herausragende Verdienste in der Filmtonmischung nominiert, und zwar für den Pilotfilm und eine weitere Episode aus der von der NBC produzierten Fernsehserie Skag (1980).

## Auszeichnungen
- 1970: Oscar für den besten Ton

## Filmografie (Auswahl)
- 1953: Phantom from Space
- 1955: Der Mann mit dem goldenen Arm (The Man with the Golden Arm)
- 1957: The Young Don’t Cry
- 1957: Der Koloß (The Amazing Colossal Man)
- 1958: Das rote Telefon… Alarm! (The Lost Missile)
- 1960: Walk Tall
- 1962: Die Tage des Weines und der Rosen (Days of wine and roses)
- 1963: MacLintock
- 1969: Der große Schweiger (The Stalking Moon)
- 1969: Hello, Dolly!
- 1971: Opa kann’s nicht lassen (anderer Titel: Opa Kotch – Mit Volldampf aus der Sackgasse) (Kotch)
- 1971: Die Cowboys (The Cowboys)
- 1975: Funny Lady
- 1975: Die heiße Spur (Night Moves)
- 1976: King Kong
- 1978: Um Kopf und Kragen (Hooper)
- 1979: Meteor (Meteor)
- 1984: Starfight (The Last Starfighter)
- 1991: Flug durch die Hölle (Flight of the Intruder)